# The Sims 4: Witaj w pracy
The Sims 4: Witaj w pracy (ang. The Sims 4: Get to Work) – pierwszy dodatek do gry komputerowej The Sims 4 wydany na platformach Microsoft Windows i macOS. Wprowadza możliwość założenia firmy, a także podjęcia pracy jako lekarz, naukowiec lub detektyw.

## Rozgrywka
Dodatek zawiera nowe otoczenie – Promenadę Magnolii, która ma charakter dzielnicy handlowej. Nowymi lokacjami w grze są: szpital (gdzie Simowie mogą podjąć pracę jako lekarz), posterunek policji (gdzie Simowie mogą podjąć pracę jako detektyw), laboratorium naukowe (gdzie Simowie mogą podjąć pracę jako naukowiec) oraz ukryta parcela – Sixam (planeta zamieszkana przez kosmitów). Dodatek umożliwia także prowadzenie własnego biznesu. Dodatek wprowadza dwie nowe umiejętności: pieczenie i fotografowanie. Nową postacią nadnaturalną w grze jest kosmita.